# Kvítkovický Apollon
Kvítkovický Apollon, též přezdívaný Kvítkovický Venouš nebo Otrokovický Venouš, je antropomorfní keramická soška z pálené hlíny znázorňující muže s bronzovým korálkem na hrudi. Pochází z mladší doby bronzové a byla objevena Miroslavem Popelkou z Ústavu archeologické památkové péče Brno, v.v.i. v roce 2018 v otrokovické místní části Kvítkovice.

## Popis předmětu
Hliněná plastika je přibližně 12 cm vysoká a má naznačené končetiny, nos a mužské genitálie. Uprostřed hrudi má zasazený bronzový korálek, takže se jedná o kombinaci pálené hlíny a bronzu, která nemá mezi nálezy z území České republiky obdoby. Na přední straně figurky se od korálku k dolním končetinám táhne prasklina. Figurka je stará přibližně 3200 let.

## Okolnosti nálezu
Soška byla objevena 3. května 2018 v hloubce dvou metrů při záchranných vykopávkách na stavbě jihovýchodního obchvatu Otrokovic na Zlínsku, který souvisí se stavbou dálnice D55. Byla uložena ve zborcené zásobovací jámě, která patřila k sídlišti lužické kultury popelnicových polí. Figurka mohla být idolem, který souvisel s kultem uctívání bronzu, ale také to mohla být dětská hračka. Podle archeologů může být soška důkazem změn v pravěké společnosti, kdy po období matriarchátu začal být dominantní patriarchát.